# Vadonia puchneri
Vadonia puchneri är en skalbaggsart som beskrevs av Holzschuh 2007. Vadonia puchneri ingår i släktet Vadonia och familjen långhorningar.
Artens utbredningsområde är Ukraina. Inga underarter finns listade i Catalogue of Life.